# Kim Kwang-suk
Kim Kwang-suk (Hangul:김광숙; 1964 - 14 de enero de 2018) fue una cantante norcoreana, la solista más famosa del Conjunto Electrónico de Pochonbo y Artista del Pueblo de la RPDC.

## Biografía
Nació en 1964 en la ciudad de Pyongyang. Se sabe poco de su juventud pero fue parte de una visita Cuerpo de Arte de Estudiantes y Niños de Pyongyang a Japón en el año 1983. En el año 1985 se uniría al Conjunto Electrónico de Pochonbo a petición de Kim Jong Il.
En el año 2015 recibiría por segunda vez el premio de artista popular por sus participación en el concierto "Canciones para la memoria", junto a otros cantantes selectos por Kim Jong Un.
En enero de 2018, a los 54 años, falleció a consecuencia de un infarto agudo de miocardio. El jefe de Estado, Kim Jong Un, expresó personalmente sus condolencias por la muerte del cantante.